# Pontus Wikner
Carl Pontus Wikner (Kikerud, Suecia, 19 de mayo de 1837 - Oslo, Noruega, 16 de mayo de 1888), fue un filósofo sueco, profesor en la Universidad de Upsala y catedrático en la universidad de Kristiania. Sus estudios sobre homosexualidad le convierten en una personalidad destacada en el movimiento homosexual sueco.

## Biografía
Pontus Wikner nace en el seno de una familia humilde en el sur oeste de Suecia entre las regiones de Dalsland y Bohuslän. Destaca a edad temprana, aprendiendo a leer a los tres años y medio. Se casa con Ida Weinberg (1837-1910), amiga de la infancia, con la que tiene dos hijos, Ernst y Hugo.
Da clases de filosofía en la Universidad de Upsala. A pesar de ser muy apreciado por sus estudiantes, su carrera se estanca y decide trasladarse a Oslo donde le ofrecen la plaza de catedrático. Consigue la cátedra en Upsala, pero ya débil no puede tomar posesión y fallece a la edad de cincuenta años.

## Diario
Wikner dejó escrito un diario que fue publicado en 1971 tras la muerte de su mujer e hijos, según sus propias instrucciones. En él revela su homosexualidad así como su relación con su médico Anton Nyström.